# Wari-Staat

Ausdehnung des Wari- und Tiwanaku-Staats

Der Wari-Staat (oder Huari-Staat; IPA ['waɾi]) war ein Staat der vor-inkaischen Regionalkulturen Südamerikas und existierte in der Zeit von etwa 600 bis 1100 n. Chr. entlang der Küstenregion des heutigen Peru. Bevor strikter zwischen Tiwanaku und Wari unterschieden wurde, nannte man diese Kultur auch Küsten-Tiwanaku.

## Name Huari
Der Name Huari (IPA ['waɾi]; Wari) stammt aus dem Aymara und bedeutet „verehrter Vorfahre“.

## Entstehung
Während der Zeit des Mittleren Horizontes bildeten sich um etwa 600 n. Chr. im Anden-Hochland und der pazifischen Küstenregion zwei Staaten heraus, welche die bestehenden Kulturen unterwarfen: der Wari- und der Tiwanaku-Staat, die eine gemeinsame Ikonografie teilten. Der militaristisch ausgerichtete Wari-Staat ging aus der Recuay-Kultur hervor und unterwarf die Nazca, die Mochica, die Huarpa und weitere kleinere kulturelle Zentren. Der Name der Kultur leitet sich aus dem Ort Huari (Wari) ab, dem politischen und städtebaulichen Zentrum des Staats, etwa 25 km nordöstlich der heutigen Stadt Ayacucho in Südperu.

## Ausdehnung
Das Einflussgebiet des Wari-Staats reichte zu seiner Blütezeit im 9. und 10. Jahrhundert über 1500 Kilometer von Sihuas (Arequipa) und Sicuani (Cuzco) im Süden des Reiches bis Piura und das Marañón-Tal im Norden und bedeckte eine Fläche von rund 300.000 Quadratkilometern. In der Hauptstadt lebten damals auf einer Fläche von 20 km² bis zu 100.000 Einwohner. Zeugnisse der eindrucksvollen Stadtarchitektur finden sich aber auch in Städten wie Otuzco (Cajamarca), Tomeval, Pikillaqta und Viracochapampa, die nach dem Vorbild der Hauptstadt gebaut wurden. Die verwaltungstechnische Infrastruktur der Wari kann als Muster für die spätere Inka-Kultur angesehen werden.
Ein Team aus peruanischen und japanischen Archäologen entdeckte 2023 nördlich der Hauptstadt Lima im Jequetepeque-Tal eine Ahnenkult-Stätte mit Gräbern und Opfergaben. Ihr Alter schätzten die Wissenschaftler auf mehr als 1000 Jahre und ordneten sie der Wari-Kultur zu. Es handelte sich um zwei Grabkammern mit Gruben für Mumien und Opfergaben für die Ahnen.

## Staat
Die Ausdehnung des Wari-Staats war mit tiefgreifenden Veränderungen für das politische, soziale und religiöse Leben der Andenbevölkerung verbunden.
Diese Veränderungen spiegelten sich in neuer Architektur, in urbanen Siedlungsstrukturen, einer ausgeweiteten Infrastruktur und einer militärisch organisierten Kultur wider. Charakteristische Eigenheiten der Tiwanaku-Wari-Ikonografie auf Textilien, im Kunsthandwerk und auf Keramiken, sind polychrome Elemente mit komplexen Ornamenten, darunter vor allem die auffallend häufige Verwendung von Tiermotiven, insbesondere Vögel und Pumas oder Jaguare.

## Architektur und Infrastruktur

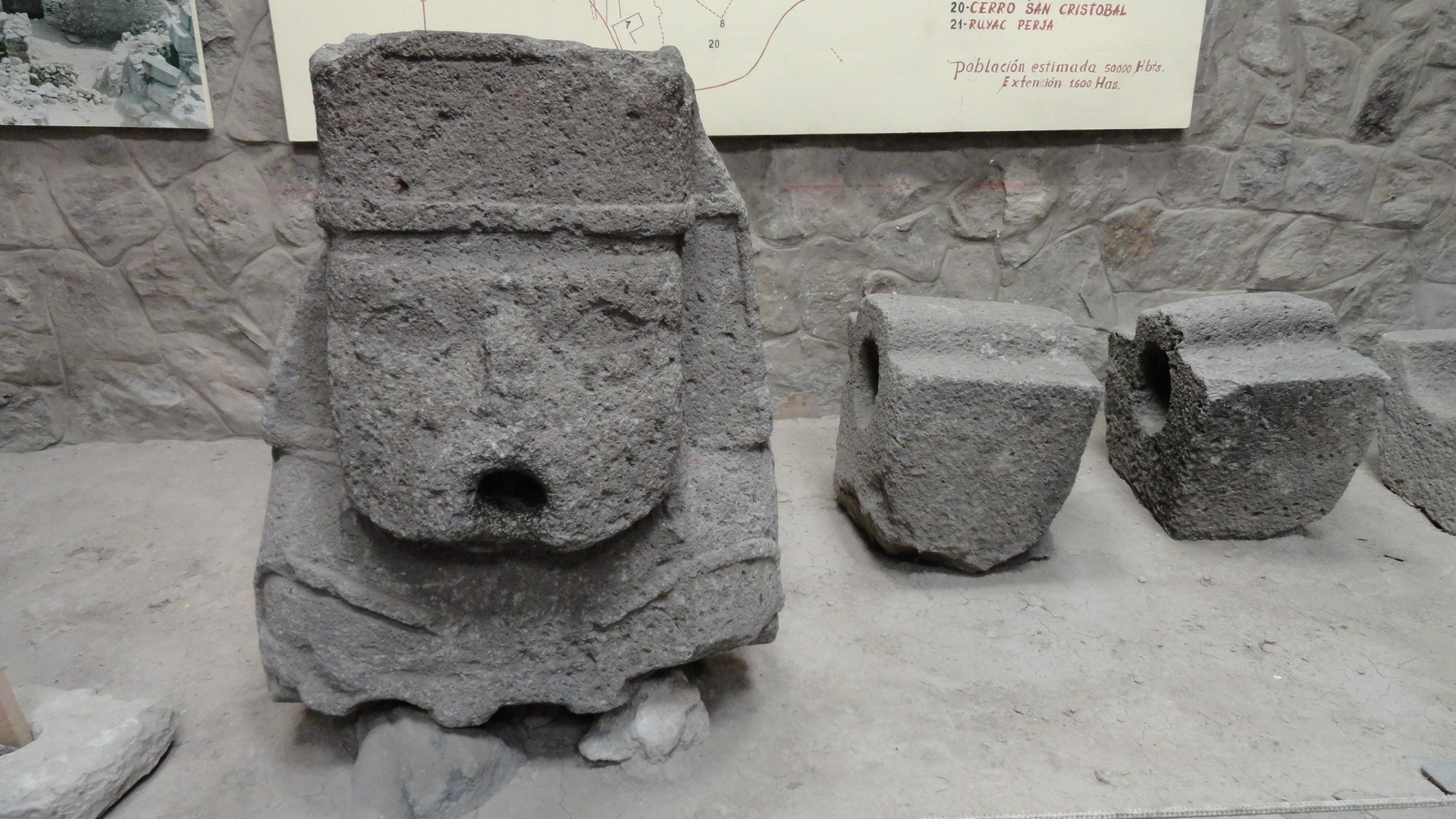
Monolith, der Teil eines Entwässerungssystems ist (Ayacucho, Peru, 2012)

Im Wari-Staat wurden in Südamerika zum ersten Mal Städte angelegt, die von Verteidigungsmauern umgeben und schachbrettartig angelegt waren und die weit über religiöse Zentren hinausgingen. Die Hauptstadt Wari (Huari) war komplett mit Tempeln, Palästen und Bezirken ausgestattet, außerdem besaß die Stadt ein kompliziertes System von Kanälen und Aquädukten.
Bauwerke wie der Wari-Tempel Willkawayin nahe Huaraz waren bautechnisch sensationell. Den Willkahuain-Tempel krönt ein Satteldach aus gewaltigen glatten Steinplatten, innen und außen wechselten schwere Megalithe mit kleinformatigen Schieferlagen. Auf Grund dieser elastischen Baumasse erlitt der Tempel selbst bei dem schweren Erdbeben von 1970 nur zwei Risse.
Die Wari richteten zu ihrer Zeit ein Andenwegenetz ein, das von gleicher Genauigkeit war wie das spätere Wegenetz der Inka Qhapaq Ñan und von Ayacucho ausgehend bis zum Titicacasee im Süden und bis Piura im Norden reichte.

## Ikonografie
Der Wari-Staat bediente sich genauso wie der Tiwanaku-Staat der SAIS-Ikonografie.

## Untergang
Im 11. Jahrhundert begann, parallel mit dem Niedergang des Tiwanaku-Staats, auch der wirtschaftliche Niedergang des Wari-Staats. Die Bevölkerungszahl ging zurück, die Hauptstadt Huari und andere Städte im Hochland wurden nach und nach aufgegeben. Später verließen die Menschen auch die Städte an der Küste und zogen sich in die dörflichen Siedlungen zurück. Es wird vermutet, dass möglicherweise klimatische Veränderungen im Zusammenhang mit El Niño den Untergang dieser Kultur verursacht haben, ohne dass jedoch bisher genauere Erkenntnisse vorliegen.
Mit dem Untergang des Wari-Staats verlor sich auch deren einende Kraft; für mehrere Jahrhunderte war die Andenregion wieder durch selbständige Regionalreiche und regionale Kulturen geprägt.

## Galerie

Kunst der Wari-Kultur
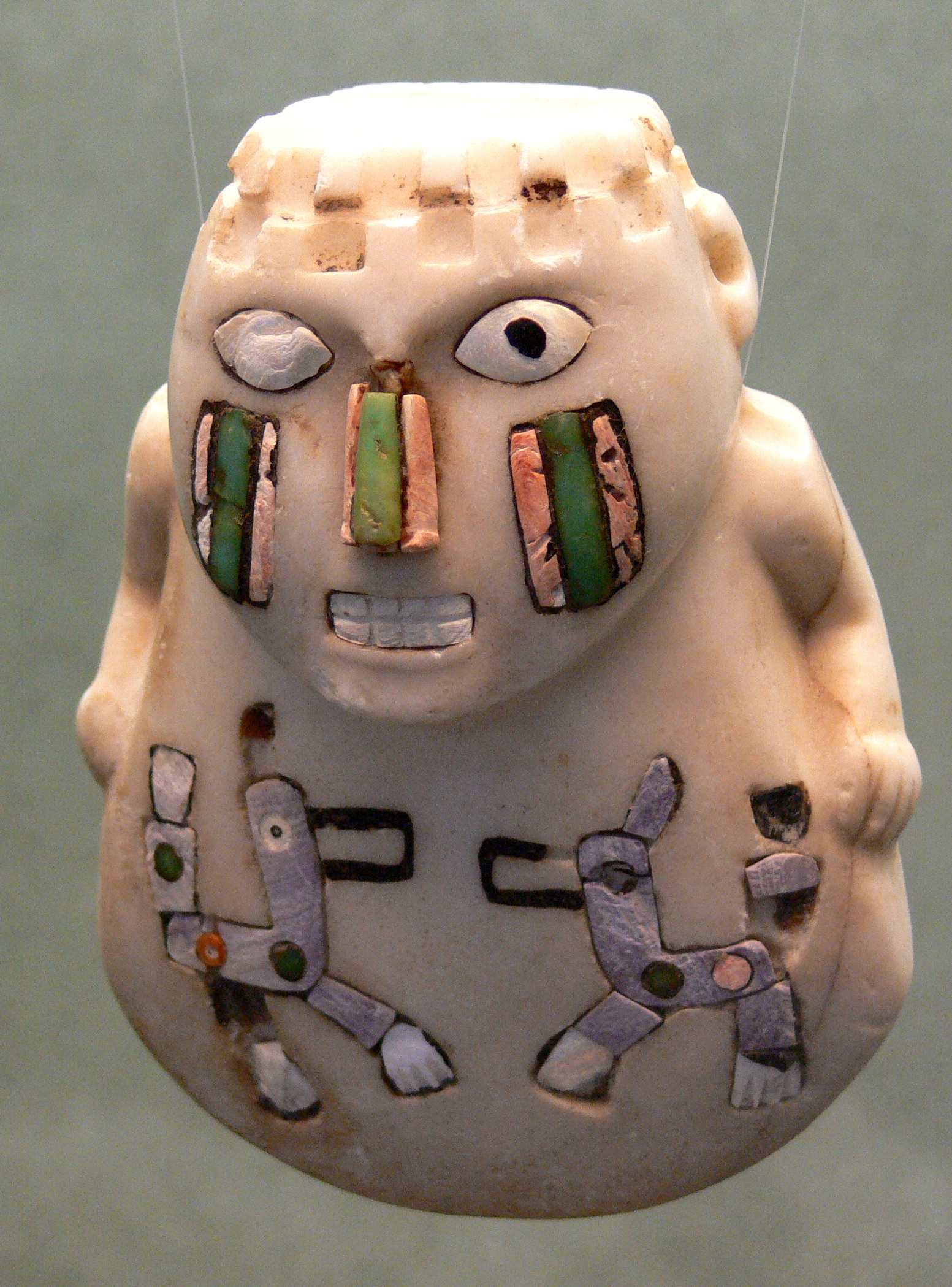
Wari-Steinfigur mit Einlagen aus Muscheln und farbigen Steinen; Sammlung Ebnöther im Museum zu Allerheiligen, Schaffhausen
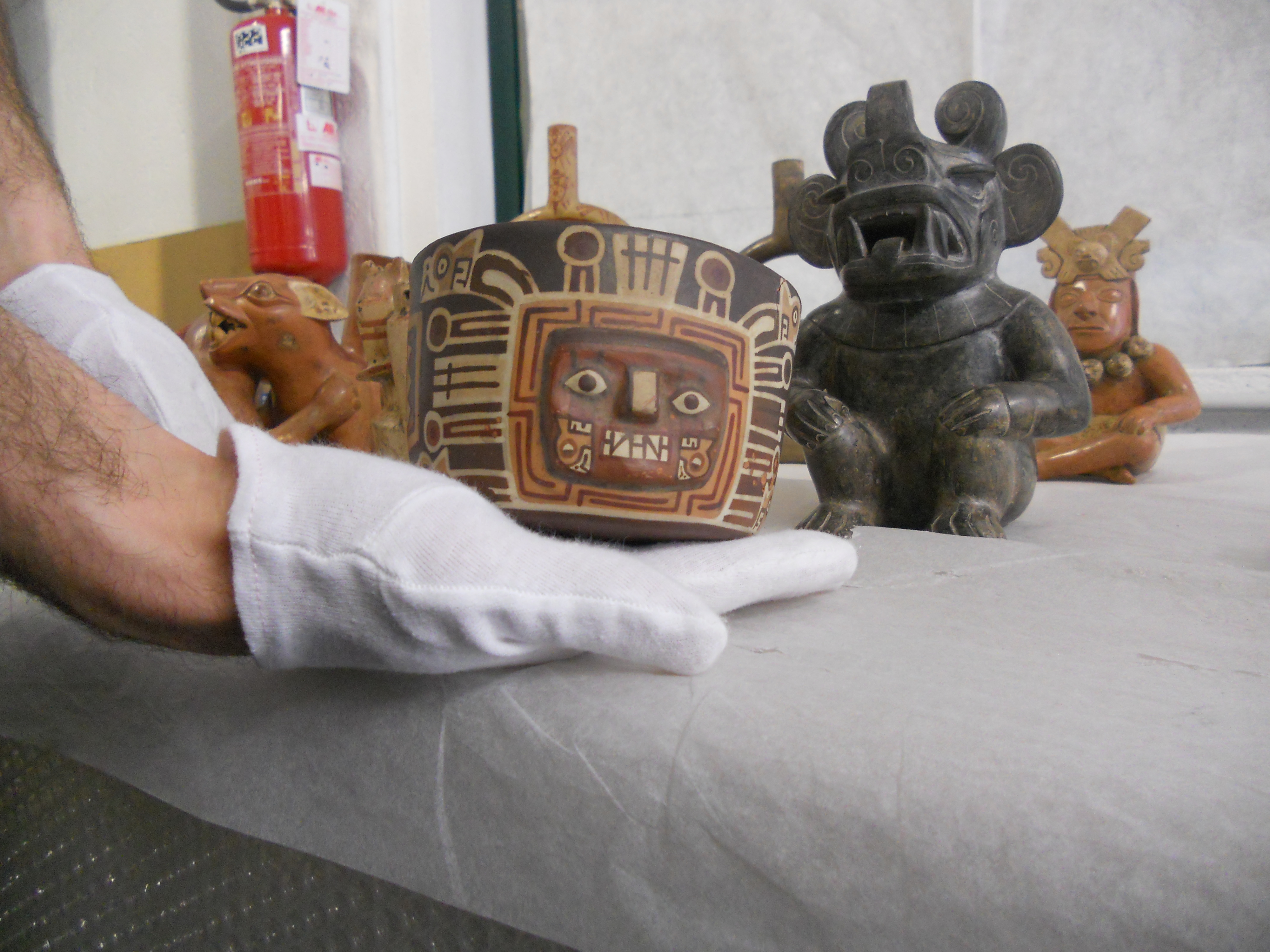
Wari-Artefakte
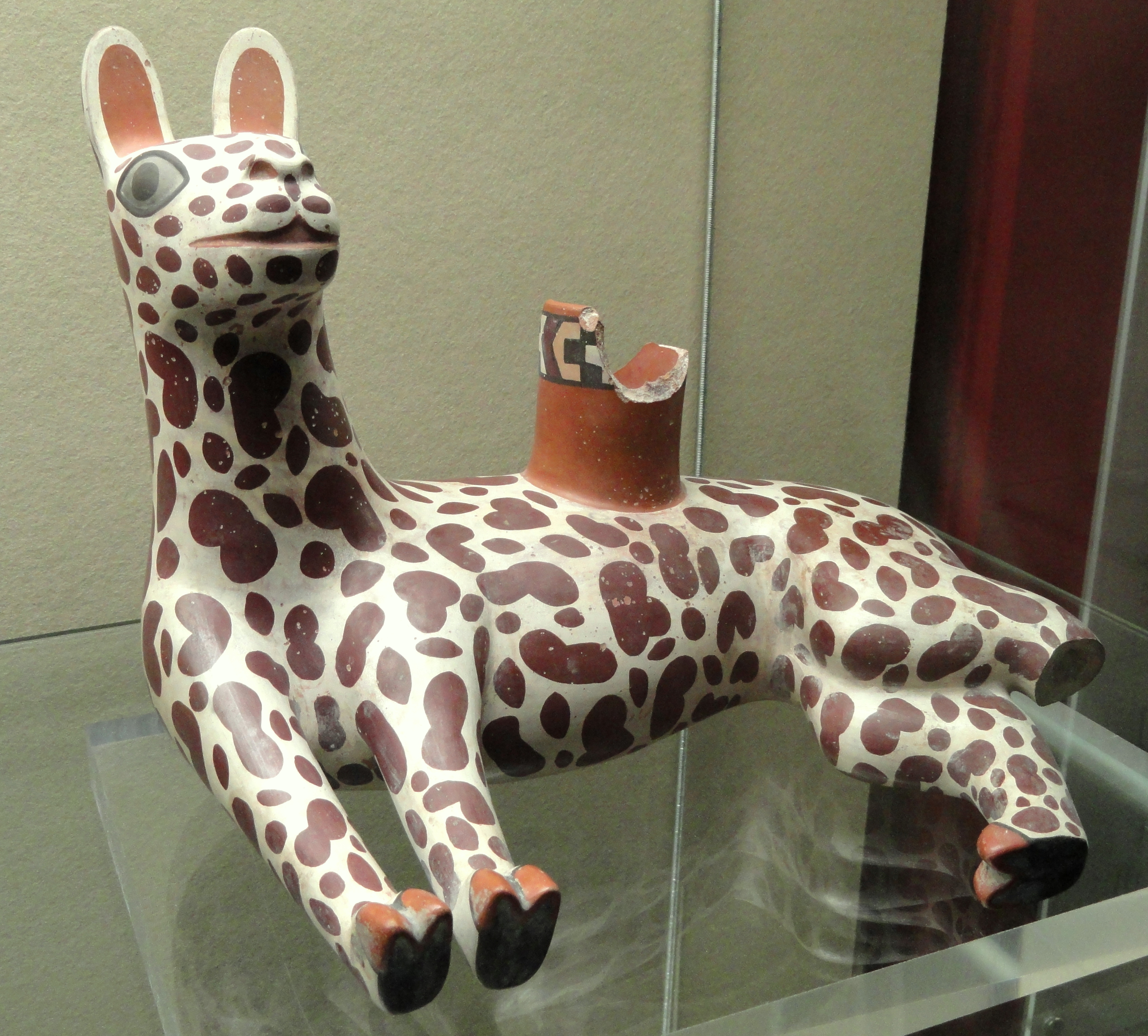
Wari-Keramik im Staatlichen Museum für Völkerkunde München
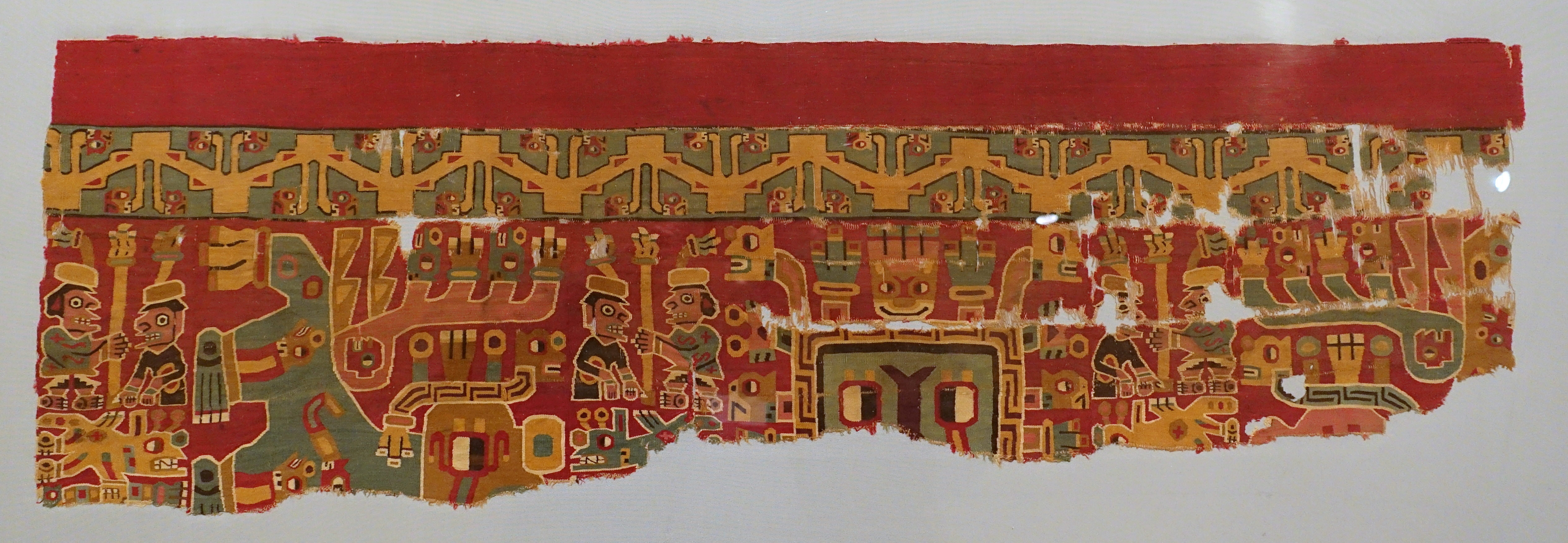
Textil aus dem 8. Jahrhundert n. Chr.
Behälter mit SAIS-Ikonografie
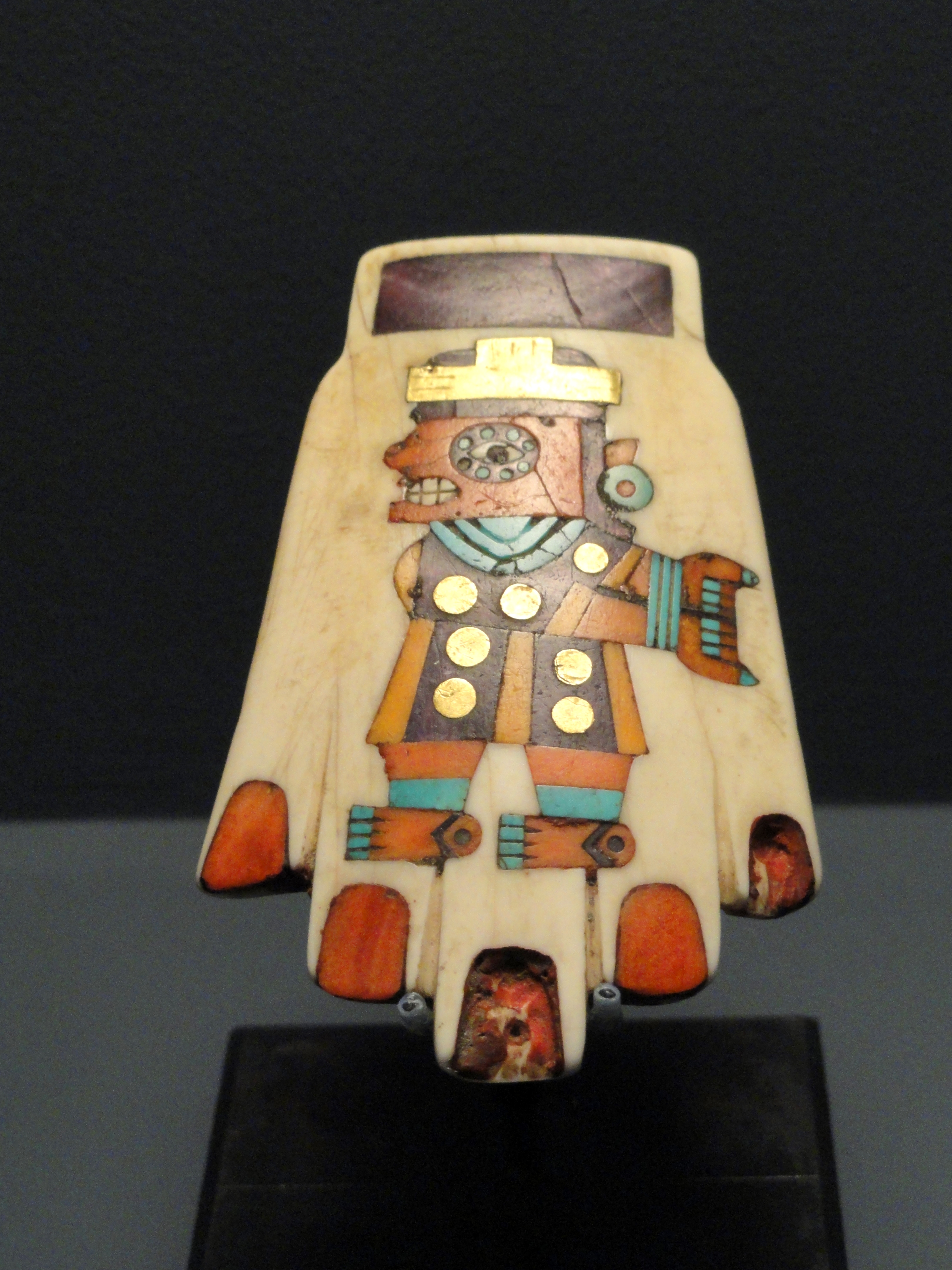
Hand die einen Gefangenen zeigt im Staatlichen Museum für Völkerkunde München
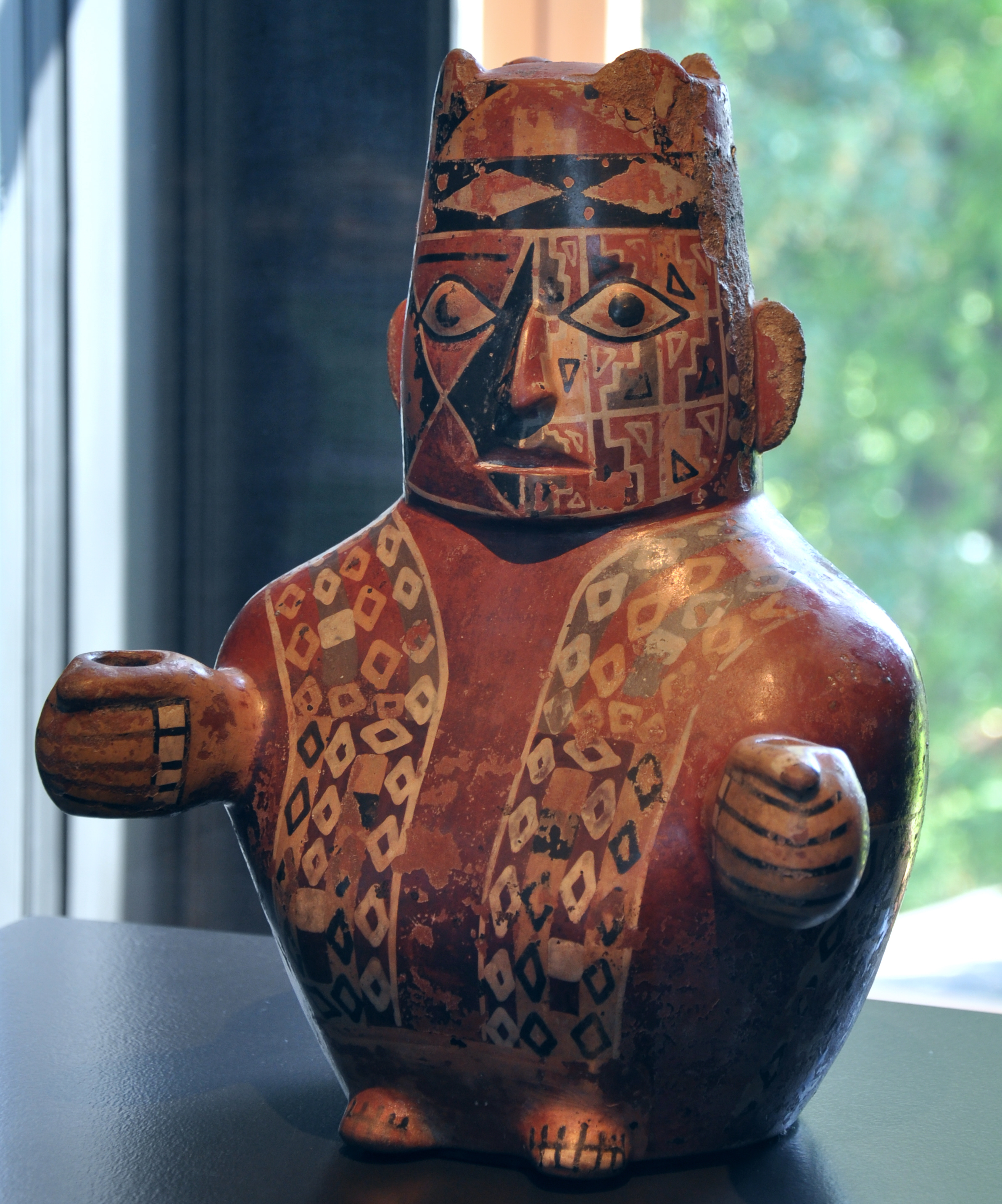
Wari-Figur mit vierzipfliger Mütze